# Palácio da Rosa
O Palácio da Rosa é um solar oitocentista com traços quinhentistas situado no Largo da Rosa, na Mouraria, freguesia de Santa Maria Maior, anteriormente na freguesia do Socorro, no centro histórico de Lisboa, estando classificado como Monumento de Interesse Público.
O Palácio está classificado num conjunto arquitetónico designado por "Palácio da Rosa, incluindo a Igreja de São Lourenço e toda a área de jardim".

## História
Em 16 de Dezembro de 1393 foi dada autorização pela câmara de Lisboa a Afonso Anes Nogueira, cavaleiro e alcaide-mor e morador da dita cidade, filho do conhecido João das Leis e casado com Joana Vaz de Almada (filha de Vasco Lourenço de Almada), para derrubar uns "pardieiros" e fechar as ruas junto à Igreja de São Lourenço, para fazer umas casas e um edifício, "por que a dita cidade seria mais honrada", naquele que mais tarde veio dar origem a este Palácio da Rosa.
Destruído quase na totalidade pelo Terramoto de 1755, foi reedificado ainda no século XVIII.

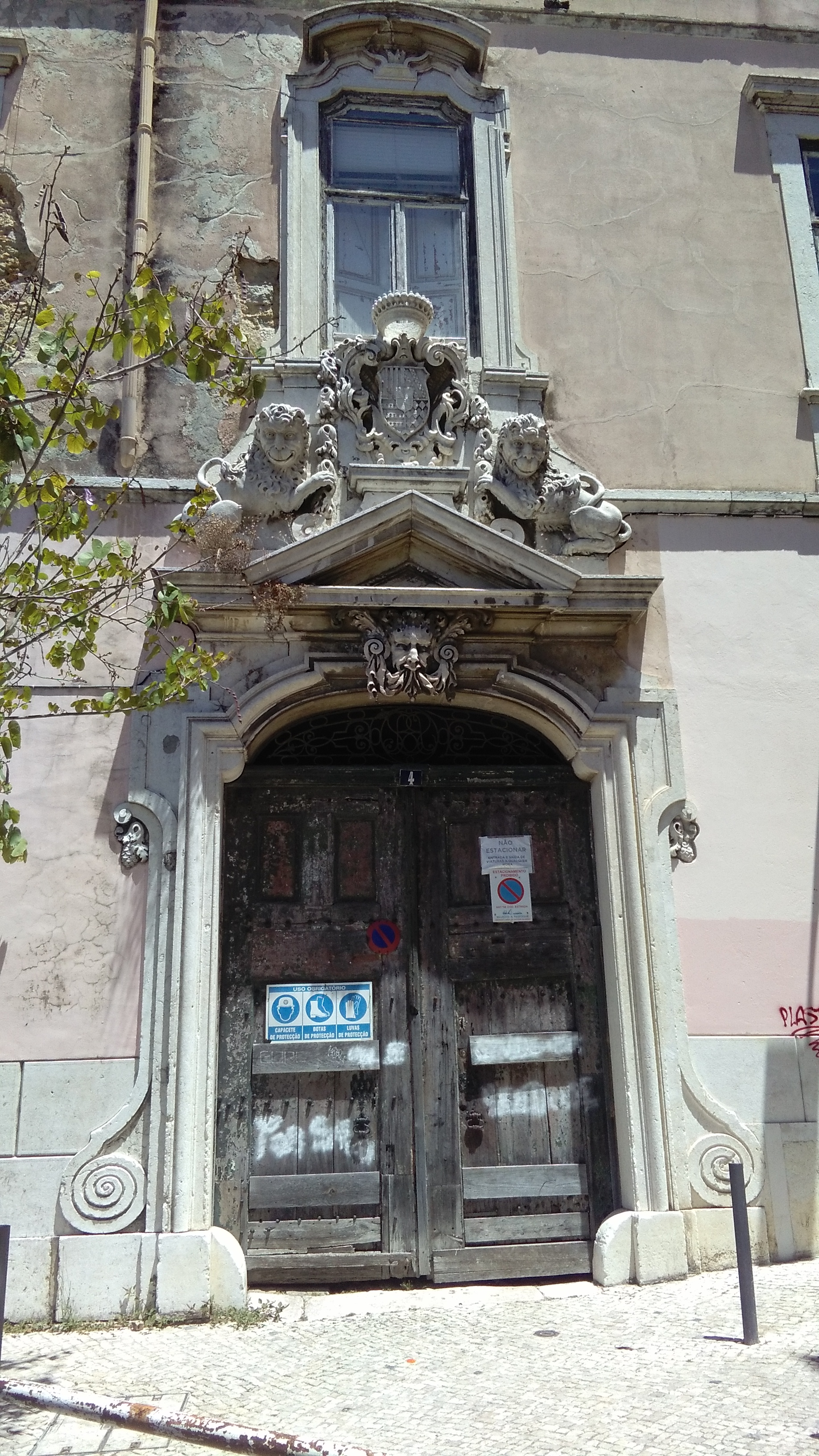
Portal Nobre

Este que fazia parte do chamado morgado de S. Lourenço e que entra, por casamento, a casa dos Marqueses de Ponte de Lima e mais tarde, também por casamento, entra para os bens dos Marqueses de Castelo Melhor, daí igualmente ter sido conhecido por "Palácio dos Marqueses de Ponte de Lima e dos Castelo-Melhor".
No final do século XX é adquirido pela Câmara Municipal de Lisboa.
O conjunto constituído pelo Palácio da Rosa e Igreja de São Lourenço (incluindo toda a área de jardins) está classificado desde 2012 como Monumento de Interesse Público.